# Бенно Мартін
Бенно Франц Теодор Мартін (нім. Benno Franz Theodor Martin; 12 лютого 1893, Кайзерслаутерн — 2 липня 1975, Мюнхен) — один з вищих керівників СС, обергруппенфюрер СС, генерал військ СС і поліції (1 серпня 1944).

## Біографія
Бенно Мартін народився в сім'ї чиновника. Після закінчення середньої школи в 1911 році вивчав юриспруденцію. Брав участь у Першій світовій війні, почав службу фанен-юнкером в 10-м Королівському Баварському полку польової артилерії, в 1915 році був проведений в лейтенанти. З 1919 року — в добровольчому корпусі фон Еппа.
З 1920 року служив в баварській земельній поліції, після здачі іспиту в 1923 році отримав ступінь доктора права. З 1925 року на службі в поліцейському департаменті Нюрнберга-Фюрта. З березня 1933 року виконувач обов'язків начальника поліції Нюрнберга-Фюрта. 1 травня 1933 року вступив у НСДАП (квиток № 2 714 474), 10 квітня 1934 року — в СС у званні штурмфюрера (посвідчення № 187 117) і призначений начальником поліції Нюрнберга.
З 7 травня 1941 року — командир оберабшніта СС «Майн». З 17 грудня 1942 року — Вищий керівник СС і поліції «Майн» (зі штаб-квартирою в Нюрнберзі). 4 жовтня 1943 року брав участь у секретній нараді Генріха Гіммлера з офіцерами СС в Познані, на якій обговорювалося ведення політики в окупованих районах Радянського Союзу і доля євреїв. Йому було поставлено завдання щодо організації та проведення депортації євреїв з Франконії на Схід силами місцевих сил СС і поліції, в Нюрнберзі депортацією керував обер-бургомістр Віллі Лібель.
У лютому-квітні 1945 року відповідав за формування партизанських загонів «Вервольф» у Франконії. У травні 1945 року був заарештований союзниками і до 1949 року перебував в ув'язненні. Двічі піддавався судовому переслідуванню, але був виправданий. З 1960 року жив у Мюнхені.

## Нагороди
- Залізний хрест 2-го і 1-го класу
- Нагрудний знак «За поранення» в чорному
- Почесний хрест ветерана війни з мечами
- Почесний кут старих бійців для службовців поліції, пожежної охорони і швидкої технічної служби
- Почесна шпага рейхсфюрера СС
- Кільце «Мертва голова»
- Хрест Воєнних заслуг 2-го і 1-го класу з мечами